# Manuel Beltrán
Manuel Beltrán Martínez (Jaén, 28 mei 1971) is een Spaans voormalig wielrenner.

## Carrière
De in Jaén geboren Beltran werd beroepswielrenner in 1995 bij Mapei. Beltran is vooral een goed klimmer die uitstekend meekomt in kortere en langere etappewedstrijden, maar één probleem heeft: hij wint zelden. Beltran werkt dan ook meestal in dienst van anderen, zoals Tony Rominger, Alex Zülle en Lance Armstrong, bij wie hij van 2003 tot de Tour de France van 2006 in de ploeg reed.
Beltran behaalde top 10-klasseringen in veel, voornamelijk Spaanse, rittenwedstrijden. Hij finishte drie keer in de top 10 van de Ronde van Spanje, met een zesde plaats in 2003 als beste resultaat, en droeg een jaar later drie dagen gouden leiderstrui. Zijn beste klassering in de Ronde van Frankrijk was de elfde plaats in 2000. Zijn bijnaam is Triki.
Op 11 juli 2008 werd Beltran betrapt op het gebruik van epo in de Ronde van Frankrijk, na een positieve test na de eerste etappe. Ook de contra-expertise viel positief uit, waardoor hij tegen een tweejarige schorsing opliep en zijn werkgever Liquigas een schadevergoeding verschuldigd was.

## Overwinningen
1994
Eindklassement Ronde van Lleida
1997
Clásica a los Puertos de Guadarrama
1999
7e etappe Ronde van Catalonië (klimtijdrit)
Eindklassement Ronde van Catalonië
2003
4e etappe Ronde van Frankrijk (Ploegentijdrit)
Hospitalet
2004
4e etappe Ronde van Frankrijk (Ploegentijdrit)
1e etappe Ronde van Spanje (Ploegentijdrit)
2005
4e etappe Ronde van Frankrijk (Ploegentijdrit)
2007
2e etappe Ronde van het Baskenland
2008
Etappe 1b Internationale Wielerweek Coppi-Bartali (Ploegentijdrit)

## Resultaten in voornaamste wedstrijden
| Jaar | Ronde van Italië | Ronde van Frankrijk | Ronde van Spanje |
| ---- | ---------------- | ------------------- | ---------------- |
| 1995 |                  |                     | 41e              |
| 1996 | 28e              |                     |                  |
| 1997 |                  | 14e                 |                  |
| 1998 |                  | opgave              | 13e              |
| 1999 |                  | opgave              | 7e               |
| 2000 |                  | 11e                 | opgave           |
| 2001 | opgave           |                     | 19e              |
| 2002 | 52e              |                     | 9e               |
| 2003 |                  | 14e                 | 6e               |
| 2004 |                  | 46e                 | 13e              |
| 2005 |                  | opgave              | opgave           |
| 2006 | 22e              |                     | 8e               |
| 2007 |                  | 18e                 | 9e               |
| 2008 |                  | uitgesloten         |                  |

| Jaar | Milaan-San Remo | Amstel Gold Race | Luik-Bast.‑Luik | Ronde van Lombardije | Waalse Pijl |  | WK op de weg |  | Wereldranglijsten |
| ---- | --------------- | ---------------- | --------------- | -------------------- | ----------- |  | ------------ |  | ----------------- |
| 1995 |                 |                  |                 |                      |             |  |              |  |                   |
| 1996 |                 |                  |                 |                      |             |  |              |  |                   |
| 1997 |                 | 54e              |                 |                      |             |  |              |  |                   |
| 1998 | 131e            |                  |                 |                      |             |  |              |  |                   |
| 1999 |                 |                  |                 |                      |             |  | 32e          |  |                   |
| 2000 |                 |                  |                 |                      |             |  |              |  |                   |
| 2001 |                 |                  | 66e             |                      |             |  | 53e          |  |                   |
| 2002 |                 |                  |                 | 12e                  |             |  |              |  |                   |
| 2003 |                 |                  | 28e             |                      |             |  | 46e          |  |                   |
| 2004 |                 |                  | 23e             |                      | 10e         |  |              |  |                   |
| 2005 |                 |                  |                 |                      |             |  |              |  |                   |
| 2006 |                 |                  |                 |                      |             |  |              |  | 95e (UPT)         |
| 2007 |                 |                  |                 | 37e                  |             |  | 49e          |  | 51e (UPT)         |
| 2008 |                 |                  |                 |                      |             |  |              |  |                   |